# 1976년 천안문 사건
1976년 천안문 사건(중국어: 天安門事件) 또는 제2차 천안문 사태는 중화인민공화국에서 1976년 4월 5일에 있었던 군중 반란으로, 문화 대혁명 이래 마오쩌둥 사상의 극좌적 절대화 풍조와 마오쩌둥 식 가부장적 체제에 대한 중국 인민의 저항이 나타난 사건이었다.

## 발단 및 경과
1976년 1월 저우언라이가 사망하자, 중화인민공화국에서는 ‘주자파(走資派)’ 비판 운동이 다시 일어나, 저우언라이 총리의 죽음을 추모하려던 중국 인민의 의지가 꺾이고, 다시 화궈펑을 수뇌로 하는 마오쩌둥 사상의 조류가 정치권에 대두하기 시작했다.
이와 같은 상황에서 고인을 추모하기 위해 1976년 4월 4일 청명절에, 베이징의 인민들은 손에 화환과 플래카드를 들고 천안문 광장에 있는 인민영웅기념비를 향하여 중화소비에트공화국의 '인터내셔널가' 등을 부르며 시위 행진하였다. 저우언라이의 자필 비문이 새겨져 있는 기념비는 중국 인민들의 화환에 의해서 제단으로 변하였다. 그러나 당시 베이징시 당국과 관헌은 이 기념비에 바친 화환을 모두 철거하였고, 다음날인 5일 격노한 중국 군중들은 반란을 일으켜 건물과 자동차 등에 방화를 하는 등 일대 소요가 야기되었다. 플래카드에는 후에 ‘4인방’이라 하여 체포된 마오쩌둥의 부인 장칭과 측근인 야오원위안 등을 비판하는 시가 게재되기도 함으로써 오랜 마오쩌둥 체제에 대한 반역 의사를 나타내고 있었다.
이 사건은 공안당국과 군에 의해 반혁명사건으로 철저히 탄압되었으며, 덩샤오핑에게 책임을 물어, 4월 7일 그의 모든 직무를 박탈함으로써 실각시켰다. 반면, 이 사건 뒤 화궈펑은 정식으로 총리의 자리에 올랐다.

## 평가
중화인민공화국은 그 해 9월 마오쩌둥이 사망하고, 10월에는 ‘베이징 정변’으로 사인방이 체포되는 등 격동의 시기를 체험하였다. 이 사건은 1976년 당시 화궈펑에 의해 반혁명 사건으로 규정됐으나, 1978년 11월 덩샤오핑이 집권하면서 합법적인 시위였다고 평가를 뒤집었다. 중국 공산당은 그 뒤로 이 사건을 사인방에 반대하여 중국 공산당을 지지하고, 문화 대혁명을 부정한 전국적인 군중 항의 시위이었다고 선전하였다.

## 같이 보기
- 5·4 운동

## 참고 문헌
- 이 문서에는 다음커뮤니케이션(현 카카오)에서 GFDL 또는 CC-SA 라이선스로 배포한 글로벌 세계대백과사전의 내용을 기초로 작성된 글이 포함되어 있습니다.